# Loch Trool
Le loch Trool est un plan d'eau dans la région de Galloway, au sud-ouest de l'Écosse. Il se situe dans la vallée de Glen Trool. Il est la source de la Water of Trool qui se jette dans la Water of Minnoch et la rivière Cree.
Il a été le lieu, en 1307, de la bataille de Glen Trool.